# Гикия

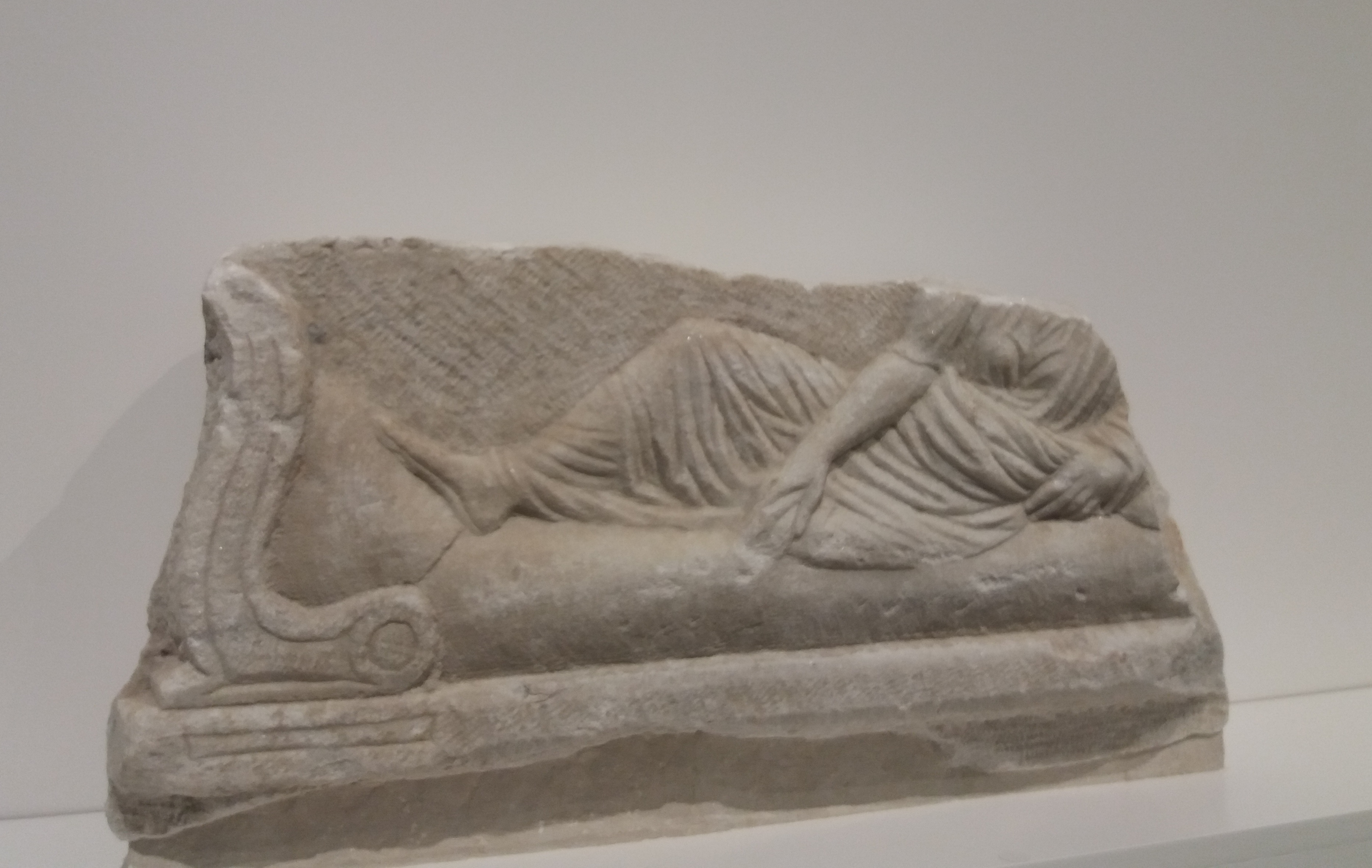
Плита (саркофаг) с изображением лежащей женщины. Античность. Найдена на территории Херсонеса Таврического.

Гикия — персонаж легенды о Херсонесе Таврическом, известной в изложении Константина Багрянородного. Относится ориентировочно к I веку н. э.

## Фабула легенды
Легенда является свидетельством о борьбе античного Херсонеса за сохранение независимости и демократического строя против Боспорского царства.
Согласно легенде, Гикия была дочерью Ламаха — архонта Херсонеса. Гикия была выдана замуж за боспорского царевича, но Ламах поставил условием, чтобы супруги остались жить в Херсонесе. Боспорская сторона согласилась.
К боспорскому царевичу начинают прибывать воины из Боспора. Они прибывают под видом гостей, затем якобы покидают город, а по ночам неким образом тайно возвращаются. Боспорец прячет их в подвалах дома Ламаха. Боспорских воинов планируется использовать для смены власти в городе. Должностных лиц хотят перебить, установить контроль над городом и впоследствии власть Боспора. Выступление планируется на некий городской праздник (см. Партении).
Воинов в подвале случайно обнаруживает служанка, обронившая веретено, и заглянувшая под половицу. Она сообщает об этом Гикии. По приказу Гикии, дом обкладывают дровами и поджигают. Её боспорский жених и все воины в подвале погибают. Город спасён.

## Продолжение легенды — о захоронении Гикии
Благодарные горожане на собрании решили почтить Гикию тем, что по её просьбе обещали похоронить её в черте города. Это было исключением из правил и шло против традиций. Считалось, что могилы должны находиться за пределами городской стены.
Гикия решила испытать своих земляков и притворилась мертвой. Как она и опасалась, повезли хоронить ее за город на общее кладбище (некрополь). Тогда Гикия «встаёт из гроба» и упрекает народ в неверности слову. Пристыженные горожане дают слово, что «в следующий раз», после смерти Гикии, похоронят её в пределах города.
Гикии был поставлен памятник.

## Исторический фон и археологические подтверждения легенды
В 25 году до н. э. Рим гарантирует Херсонесу независимость от Боспорского царства, которое пыталось взять город в свою сферу влияния, вслед за захватом ранее Феодосии.
При раскопках Херсонеса имени Гикии ни в посвятительных надписях, ни на погребальных плитах, пока найдено не было.
Но в 1890 году в стене средневековой постройки (при строительстве использовались остатки античных сооружений) найдена правая половина большой мраморной плиты. Это почетный декрет, который датируют I веком до н. э. — I веком н. э. Содержимое надписи показывает политический фон, схожий с событиями в легенде о Гикии. Власть в городе захвачена сторонниками некого тирана,  с которым борется горожанин, которому посвящается декрет (имя на плите не уцелело).  Горожанин отправляется в Рим, просить и договариваться о сохранении свободы (элевтерии) города. В это время тирана призывают его сторонники в городе, и тот движется к городу с войском. Но вернувшийся из Рима херсонесит в итоге заставляет противника удалиться ни с чем. Народ награждает его золотым венком и установкой статуи.
Отношения с Боспорским царством заметно менялись со временем на фоне постоянных и тесных культурных связей. Между Херсонесом и Боспором даже заключался равный союз (симмахия). Также, возможно, на короткие периоды времени Боспору при невмешательстве Рима удавалось навязать свой протекторат (если Боспор делался лояльным к Риму, и империи не было смысла использовать Херсонес как противовес боспорскому влиянию). Но непосредственно в состав Боспорского царства Херсонес никогда не входил, хотя такие амбиции у правителей Боспора несомненно были. 